# 矽谷大學 (1997年)
矽谷大學（英語：Silicon Valley University ，簡稱：SVU），位於美國加利福尼亞州圣何塞，是一所非營利私立之美國高等教育機構。該大學碩士學位自2003年被獨立院校認證委員會（ACICS）認可，但2018年其认可被撤销。

## 课程
矽谷大學的初步計劃為培育計算機科學碩士(MSCS) 、計算機工程碩士（MSCE）、計算機科學學士（BSCS）與計算機工程學士（BSCE）學位。 矽谷大學於2005年增設工商管理碩士（MBA）與工商管理學士（BBA）課程。

## 歷史
矽谷大學始建於1997年，主要專注於計算機科學與工程。創辦人是来自台湾的萧凤鸣（Feng-Min“Jerry”Shiao）和程美心（Mei Hsin“Seiko”Cheng，音译）夫婦。
從2008年到2014年，该校每年平均招生人数为300人；到2015年，招生人数飙升至3,600人以上，而且幾乎全數来自国外；2016年的招生人數增至3,983人，其中97%的人報讀研究生课程，并以计算机科学为主。2016年，硅谷大学收入接近3,050万美元，工资和其它开支为1,100万美元。

## 學術合作
- 中国
  - 北京理工大学珠海学院
- 臺灣
  - 國立勤益科技大學
  - 國立高雄應用科技大學
  - 國立高雄第一科技大學
  - 明新科技大學
  - 嶺東科技大學

## 關閉
2017年12月，獨立院校認證委員會（ACICS）宣布不再承认硅谷大学的资格。2018年，美国参议院司法委员会主席查克·格拉斯利质疑硅谷大学可能是一个“签证工厂”，用虚假的操作让学生获得签证，但教育品质很差。格拉斯利於2018年3月22日致函国土安全部，表達对硅谷大学和其它可疑“签证工厂”大学的关注。他在信中指这些学校“很少或根本就没有教育资源”提供给学生，它們的目的就是要绕过美国移民法。2018年4月，在加利福尼亚州当局吊销相关办学执照之後，硅谷大学宣佈關閉。

## 外部連結
- 美國加州矽谷大學官方網站 （页面存档备份，存于）（英文）